# رودني لويس
رودني لويس (بالإنجليزية: Rodney Lewis)‏ هو مربي ماشية أمريكي، ولد في 1954 في لاريدو في الولايات المتحدة.